# Luncavița, Caraș-Severin
Luncavița este satul de reședință al comunei cu același nume din județul Caraș-Severin, Banat, România.

## Personalități locale
- Ilie Bădescu, sociolog și geopolitician român, doctor în sociologie, profesor universitar și fost șef al catedrei de sociologie al Universității din București, s-a născut în Luncavița. [1]